# Maaungoodhoo
Maaungoodhoo is een van de bewoonde eilanden van het Shaviyani-atol behorende tot de Maldiven.

## Demografie
Maaungoodhoo telt (stand maart 2007) 454 vrouwen en 545 mannen.